# Pedro de Peralta y Ezpeleta
Pedro de Peralta y Ezpeleta o bien mosén Pierres de Peralta «el Joven» (Marcilla 1421-c. 1492) fue un noble, político y militar navarro que fue líder de los agramonteses, condestable de Navarra. Combatió a los beaumonteses junto a su hermano Mosén Martín de Peralta, I Señor de Valtierra y de Arguedas durante la Guerra civil de Navarra. Fue el primer conde de Santisteban de Lerín, barón de Marcilla, señor de Peralta, Funes, Cárcar, Andosilla, Marcilla, Falces, Undiano, Azagra y Caparroso.

## Antecedentes
Pedro de Peralta «el Joven» era hijo de Pedro Martínez de Peralta y Ruiz de Azagra —también conocido como mosén Pierres de Peralta «el Viejo»— y de Juana de Ezpeleta y Garro, hija del barón de Ezpeleta de la familia de los señores de Ezpeleta y Gallipienzo, y hermana de mosén Beltrán de Ezpeleta, I vizconde de Valderro. Sus abuelos paternos fueron García Martínez de Peralta y Ana Sánchez Ruiz de Azagra.
Pierres de Peralta indujo, y presenció en persona, el asesinato del obispo de Pamplona Nicolás de Echávarri, miembro de la familia de los Eguía, el 23 de noviembre de 1468 en Tafalla, le supuso la excomunión promulgada por Domingo, prior de Roncesvalles, que ocupaba la vacante sede episcopal de Pamplona, y el castigo eclesial posterior cuya penitencia pública cumplió. Ese asesinato determinó la toma de posición de la familia Eguía en favor de Fernando el Católico, que fue decisiva en la invasión del reino de Navarra, y en su desaparición como entidad independiente.
Mantuvo estrechas e importantes relaciones con los Reyes Católicos y con la casa de Aragón, recibiendo poderes de parte de ellos a través de su amigo y consuegro Alfonso Carrillo de Acuña (arzobispo de Toledo) para acordar el matrimonio de Isabel I de Castilla y Fernando II de Aragón.
Fernando el Católico le concederá en 1513 al nieto de este Alonso Carrillo de Peralta, el marquesado de Falces consolidando su poderío sobre toda la comarca. La familia residió por cinco siglos en el castillo palacio de Marcilla, desde la construcción de este por su padre Pierres el Viejo.
Hasta 1936 se mantuvo en poder de los marqueses de Falces, en el Castillo de Marcilla, la espada Tizona del Cid, la cual fue entregada por los reyes católicos a Pedro de Peralta y Ezpeleta en depósito para su custodia, como agradecimiento a los servicios prestados a causa de su matrimonio, «por considerarle digno de ello».

## Descendencia
Se casó dos veces: en primeras nupcias y aun siendo menor de edad, el 27 de diciembre de 1440 en el Palacio Real de Olite con Ana de Brabante, hija ilegítima de Antonio de Borgoña que luego sería conocido como Antonio de Brabante, duque de Brabante, Lothier y Limburgo, conde de Rethel, y hermano de Juan I de Borgoña o bien Juan «Sin Miedo», descendiente directo de Hugo Capeto y por ende, de Carlomagno. De su primer matrimonio tuvo tres hijos: 
- Pedro —también conocido como mosén Pierres «el Menor»— que murió sin descendencia,
- Juana de Peralta, II condesa de Santisteban de Lerín, que se casó con Troilo Carrillo, conde de Agosta en Sicilia, hijo del arzobispo de Toledo,
- Isabel de Peralta que se casó con Juan IV Enríquez de Lacarra y Navarra, VI señor de Ablitas.

En 1462, en segundas nupcias casó con Isabel de Foix y de Albret, de la familia real Navarra, hija de Gastón de Foix, vizconde de Benauges. De su segundo matrimonio nació una hija:
- Ana de Peralta y Foix, quién se casó en 1485 con su primo Jaime (Jacques) de Foix, infante de Navarra e hijo de Gastón IV de Foix y la reina Leonor I de Navarra.

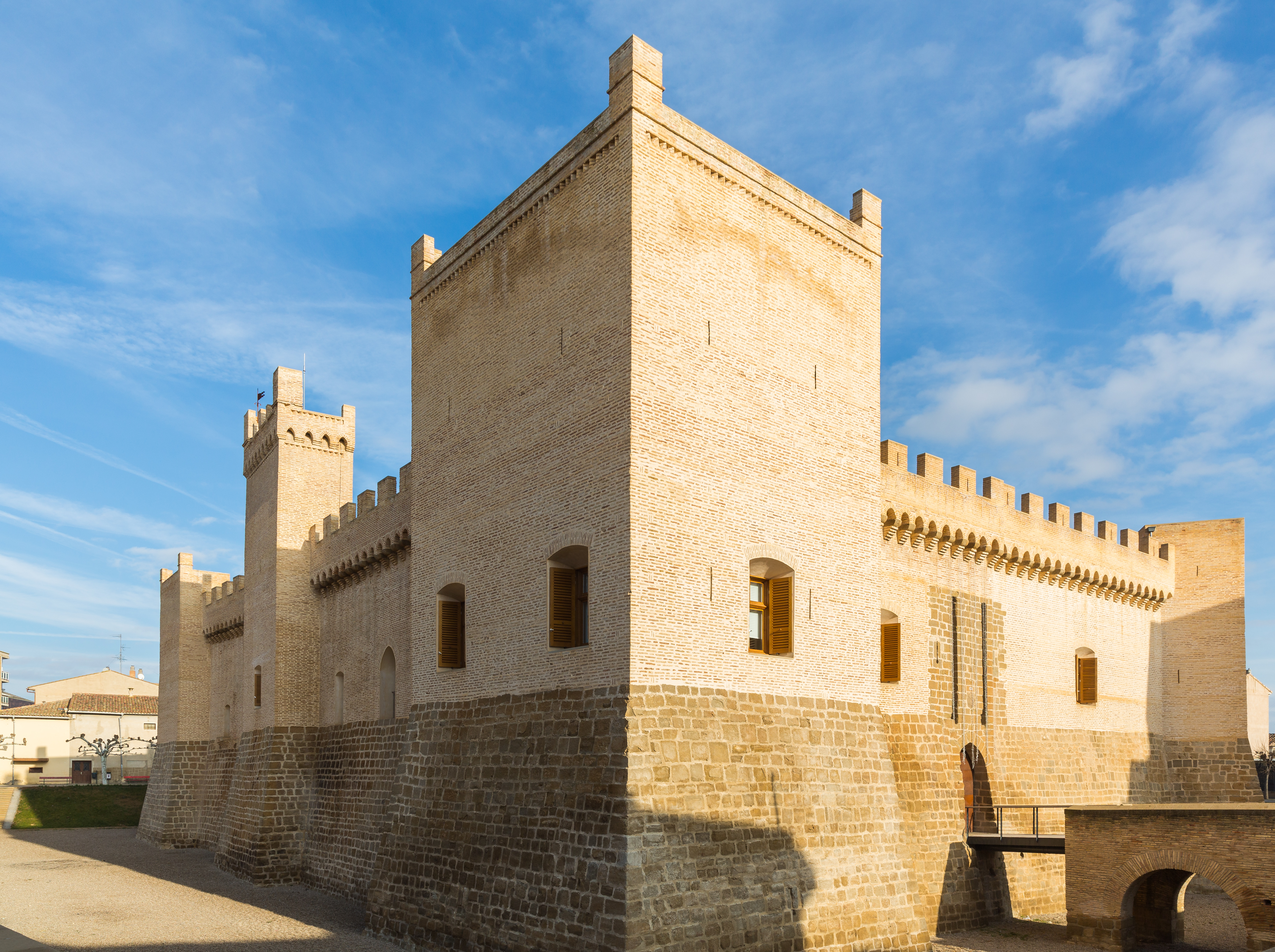
Castillo-palacio de Marcilla, Construido por Moséns Pierre de Peralta el Viejo

Su nieto Alonso Carrillo de Peralta, el cual vino a ser el primer marqués de Falces, III conde de Santisteban de Lerín, dos veces Gran Condestable de Navarra, Gran Mariscal, barón de Marcilla, señor de Peralta, Falces, etc., tuvo gran importancia en la Navarra del siglo XVI, pues el mismo emperador Carlos V le escribió a Marcilla el 5 de marzo de 1520 desde Valladolid, dándole cuenta de que se iba a coronar en Aquisgrán como emperador.
Alonso casó con Ana de Velasco y Padilla, hija de Luis de Velasco y Manrique de Lara, señor de Belorado y Val de San Vicente, nieta de Pedro Fernández de Velasco, I conde de Haro y condestable de Castilla. Su primo hermano Íñigo Fernández de Velasco IV conde de Haro y Condestable de Castilla fue el II duque de Frías, uno de los 25 Grandes de España de Inmemorial instituidos por Carlos V tras su coronación en Aquisgrán.
Testó en 1533 donde dejaba la voluntad de ser enterrado junto a su mujer, Ana de Velasco. Estos tuvieron tres hijos, Antonio, Pedro y Luis. De la rama de este último derivarán los Peralta fundadores del mayorazgo en Medina del Campo, cuyo descendiente Juan Ruiz de Peralta y Velasco emigró a Indias, donde continúa el linaje de esta familia en el Reino de Chile, según consta en testamento dejado en el real Hospital de Santiago con fecha 1640.

Por su parte, Antonio de Peralta y Velasco, fue II marqués de Falces, IV conde de Santisteban de Lerín, señor de la baronía de Peralta, consejero de los reyes de Navarra, mayordomo mayor de la Casa real, caso el 17 de diciembre de 1514 con Ana de Bosquet y Lucy, señora de Tornay, hija de Juan de Bosquet, barón de Pouget en Bearne, gran canciller de Navarra y de Ana de Lucy, señora de Belaire. De sus ocho hijos, Gastón de Peralta y Bosquet, fue el III marqués de Falces, V conde de Santisteban de Lerín, señor de la baronía de Peralta, caballero de la Orden de Santiago, gobernador de la provincia de León, III virrey y capitán general de la Nueva España, corregidor de Toledo, condestable mayor de la Corona de Navarra, casó con Ana de Velasco, hija de Pedro Fernández de Velasco.

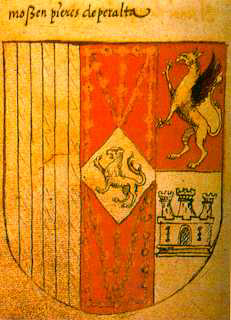

Otro hijo, Juan de Peralta y Bosquet, se estableció en Andalucía y en 1558 presentó a la Real Chancillería de Valladolid un expediente solicitando su inclusión en el padrón de hijosdalgo del lugar. Casó en 1540 con Leonor de Salcedo, hija de Atanasio de Salcedo y de María de Jaramillo. Tronco de los Peralta de Andalucía, Costa Rica, El Salvador y California.
El cuarto nieto de Juan de Peralta y Bosquet, fue Juan Tomás de Peralta y Franco de Medina, hijo de Josef de Peralta y García de San Juan y Juana Franco de Medina, natural de Jerez de la Frontera, designado Marqués de Peralta el 19 de febrero de 1738, por Carlos VI, Emperador de Austria. Título confirmado por Fernando VI de España (Real Provisión) el 4 de diciembre de 1758. Fundador del mayorazgo de su casa con fecha 19 de febrero de 1738, título posteriormente rehabilitado como II marqués de Peralta, por el Rey Alfonso XII el 16 de octubre de 1883, en Madrid, en favor de Manuel María de Peralta y Alfaro, natural de Cartago, Costa Rica y sobrino tataranieto de Juan Tomás, fue un ilustre diplomático y declarado por el Congreso de la República, Benemérito de la Patria, hijo de Bernardino de Peralta y Alvarado y Ana de Jesús Alfaro y Lobo, naturales de Cartago, Costa Rica; fue nieto de José María de Peralta y de la Vega, natural de Jaén, firmante del Acta de Independencia de Costa Rica e igual que su nieto, Benemérito de la Patria en dicha Nación.

## Armas
Escudo heráldico: de gules el grifo de oro, alado y armado de azur, la bordura cosida de gules, los ocho sotueres rebajados de oro. Algunos agregan las cadenas del Reino de Navarra, como se ven a la izquierda del escudo.

## En la ficción
El personaje de Pierres Peralta, interpretado por Ernesto Arias, aparece en las temporadas primera y segunda de la serie televisiva Isabel.